# River Medlock
Der River Medlock ist ein Fluss in Greater Manchester in England.

## Verlauf
Der Fluss entspringt zwischen Oldham und Saddleworth am Rande der Pennines und mündet nach rund 16 km in den River Irwell. Während der Medlock in seinem Oberlauf ein beliebtes Naherholungsgebiet ist, wird er beim Erreichen des Stadtzentrums von Manchester vielfach umgebaut. So verläuft er unter dem Parkplatz des City of Manchester Stadions, dem Campus der University of Manchester im Bereich des ehemaligen University of Manchester Institute of Science and Technology (UMIST). Bei seinem direkten Aufeinandertreffen mit dem Bridgewater-Kanal beim Bridgewater Viaduct in Deansgate wird er durch einen Düker geführt, wobei ein Überfluss zum Kanal eingerichtet ist. Dieser wurde aber wegen der sehr schlechten Wasserqualität des Flusses gesperrt. Der natürliche Lauf des Flusses ist später höher als der Kanal, doch wird er in einen Tunnel unter den Kanalbecken des Bridgewater-Kanal im Bereich Castlefield geführt, wo ebenfalls Umleitungen für Hochwasser eingerichtet wurden. Der River Medlock mündet schließlich kurz darauf in den River Irwell.

## Schiffsverkehr
Der River Medlock war im späten 18. Jh. zwischen dem Bridgewater-Kanal und dem heutigen India House an der Withworth Street in der Nähe der Manchester Piccadilly Station schiffbar.

## Sonstiges
Ein kleines Gebiet, das auf der nördlichen Seite von der Eisenbahn an der Manchester Oxford Road Station und auf der anderen von einem Bogen des Flusses begrenzt wird, war im 19. Jh. als Little Ireland bekannt und wurde von Friedrich Engels in seinem Buch Die Lage der arbeitenden Klasse in England als einer der schlimmsten Slums in Manchester beschrieben. Heute erinnert ein Schild in der Cambridge Street nahe der New Wakefield Street an diesen Slum.

## Zuflüsse
- River Tib
- Shooter’s Brook
- Newton Brook
- Thornley Brook
- Taunton Brook
- Lumb Clough Brook
- Lord’s Brook
- Sheep Washers Brook